# Atlantisk tid
Atlantisk tid fra ca. 7.000-3.900 f.Kr. er navngivet efter at perioden havde såkaldt atlantisk klima. Navnet hentyder til at dette klima i dag findes i landene med kyst ud til Atlanterhavet, f.eks. Irland, Portugal m.fl. Nærheden til Golfstrømmen giver disse lande et mildt og noget fugtigt klima, og sådan var klimaet også i Danmark i atlantisk tid – den varmeste periode efter istiden og noget varmere end i dag. Havene steg ganske meget og Danmark blev et rige af mange små øer. Linden indvandrede og senere også eg og elm. Danmark blev dækket af såkaldt klimaks-urskov fra kyst til kyst, en tæt mørk skov med ringe vegetation i skovbunden. Både dyr og mennesker blev derfor i nogen grad fortrængt til skovens yderområder og kysterne. Men for de dyr der kunne trives i skovens dyb var der rigelig føde, og dermed også et godt jagtgrundlag for den voksende befolkning. Europæisk bison forsvandt fra Danmark i denne periode, mens både urokse og elg forblev.
Kronhjort, rådyr og vildsvin trivedes også i de frodige skove.
I første halvdel af denne periode var Østersø-bassinet opfyldt af Ancylussøen hvorefter denne blev til Littorinahavet.
Perioden ligger sidst i Ældre stenalder (ca. 8.900 f.Kr. – 3.900 f.Kr.)
Fra starten af perioden kendes skovjægerkulturen Maglemosekultur (ca. 9.300 – 6.400 f.Kr.), men i takt med at skoven blev tættere og mørkere blev det sværere at finde tilstrækkeligt alsidig føde i skoven. Maglemosekulturen blev afløst af Kongemosekulturen (ca. 6.400 – 5.400 f.Kr.), der var en overgangskultur af både skov- og kystjægere, og bopladserne flyttede ud mod kysterne. I det meste af atlantisk tid, og den sidste del af ældre stenalder, forekom Ertebøllekultur (ca. 5.400 f.Kr – 3.900 f.Kr) en som var en ren kystjægerkultur - kendt for de mange fund af køkkenmøddinger fra denne periode. Herefter blev jæger-samler kulturerne i ældre stenalder, langsomt afløst af mere bofaste agerbrugskulturer i yngre stenalder, der derfor også kaldes bondestenalderen.